# Château-ferme de Mesnil
Le château-ferme de Mesnil est un bâtiment classé situé à Steinbach dans la commune de Gouvy en province de Luxembourg (Belgique).

## Localisation
Le château-ferme est situé le long de la rue du Centre dans le village ardennais de Steinbach, aux nos 26/28. Un étang de 4 000 m2 se situe à l'est de la propriété. Cet étang est alimenté par le ruisseau de Steinbach, un affluent de l'Ourthe orientale. Le château de Beurthé se situe dans la même rue aux nos 35/36.

## Historique
À droite du porche d'entrée en plein cintre, un cartouche est frappé du millésime 1686 encadrant les armoiries du propriétaire de l’époque, François d’Hives de Mesnil dont la famille a donné son nom au bâtiment.

## Description
Les bâtiments sont érigés en pierres blanchies de schiste d'Ardenne L'aile occidentale longeant la voirie mesure approximativement 30 mètres alors que l'aile nord a une longueur d'environ 45 mètres groupant autrefois deux habitations, agrandies par la suite. L'aile sud comprend une grange et sa porte charretière et des étables sous fenil. Au fond de la cour intérieur, se trouve le château ou corps de logis surmonté d’une girouette en fer forgé découpée de motifs animaliers, peut-être une salamandre, sur laquelle se lit le millésime 1608, attestant des origines anciennes de l’ensemble.

## Classement et protection
Le château-ferme de Mesnil (façades, toitures et portail d'entrée), rue du Centre ainsi que l'ensemble formé par ces bâtiments et les terrains qui les entourent sont repris sur la liste du patrimoine immobilier classé de Gouvy depuis le 14 avril 1986.